# Fu'ad Aït Aattou
Pour les articles homonymes, voir Aattou.
Fu'ad Aït Aattou est un acteur franco-marocain né le 2 novembre 1980 à Lille.

## Biographie

### Enfance et formation
Né d'un père marocain (des Aït Sadden Moyen-Atlas) et d'une mère française, il a passé sa jeunesse dans le Nord de la France, avant de partir pour Paris et d'intégrer une école d'art dramatique durant trois ans (Cours Florent). Alors qu'il passe des auditions, on le découvre dans certaines revues comme mannequin et joue dans la publicité du parfum Cinema d'Yves Saint Laurent.

### Premier rôle
Sa carrière d'acteur ne débute réellement qu'en 2007, quand il est repéré par la réalisatrice Catherine Breillat dans un café parisien. Elle voit en lui le personnage principal de son prochain film, le Dandy Ryno de Marigny dans Une vieille maîtresse : « J’ai tout de suite su que, s’il savait jouer, il serait Ryno. Pour la première fois, j’ai trouvé cette beauté fulgurante, féminine sans être efféminée, que j’ai toujours cherchée. Ce fut un coup de cœur absolu, celui dont je rêvais depuis toujours ». 
Cette rencontre décisive le met sur le devant de la scène et lui permet de jouer face à des actrices reconnues du cinéma indépendant, telles Asia Argento et Roxane Mesquida.
Bien que les avis divergent sur Une vieille maîtresse, la presse salue majoritairement la prestation de Fu'ad. Ainsi Charlotte Lipinska, de TéléCinéObs, juge le film « froid et désincarné » mais affirme que « le jeune Fu'ad Aït Aattou s'en sort avec les honneurs »
Ce premier rôle lui permet aussi de recevoir une nomination et un prix : Meilleur espoir masculin lors de la treizième édition des Lumières de la presse étrangère et Révélation masculine de l'année au Festival du film de Cabourg (qu'il remporte).
Fin 2009, il interprète l'amant (et complice) de Micky Green dans le clip T.L (True Love) de cette dernière, issu de l'album du même nom sorti en 2009. Le clip est diffusé pour la première fois en 2010.

### Retour au cinéma
Après avoir été absent des salles durant cinq ans, Fu'ad Aït Aattou réapparaît sur les écrans fin 2012.
Il joue en effet dans la nouvelle réalisation de Alexandre Arcady, Ce que le jour doit à la nuit, un drame historique où il partage l'affiche avec Nora Arnezeder. L'histoire, adaptée du roman éponyme de Yasmina Khadra (publié en 2008), se déroule en Algérie de 1930 à 1960 et conte la passion ombrageuse d'Émilie et Younes, une  Française et un jeune Algérien élevé comme un pied-noir par son oncle.
Ce que le jour doit à la nuit est sorti le 12 septembre 2012 au cinéma.
En 2014, il revient à l'affiche dans le film Papa was not a Rolling stone de Sylvie Ohayon dans lequel il y interprète le père absent de la jeune Stéphanie, interprétée par Doria Achour. On retrouve Aure Atika et Marc Lavoine dans les rôles d'une mère irresponsable et d'un beau-père violent. 
Fu'ad Aït Aattou est à l'affiche de Fièvre, film fantastique sortie en 2015 réalisé par Romain Basset et dont le personnage principal est interprété par Lilly-Fleur Pointeaux.

## Filmographie

### Cinéma
- 2007 : Une vieille maîtresse de Catherine Breillat : Ryno de Marigny
- 2012 : Ce que le jour doit à la nuit d'Alexandre Arcady : Younes / Jonas
- 2014 : Papa was not a Rolling stone de Sylvie Ohayon : Ahmed, le père de Stéphanie
- 2015 : Horsehead de Romain Basset : Winston

### Télévision
- 2015 : Versailles : un joueur de violon (saison 1, épisode 4)

### Publicité
- 2005 : Yves-Saint-Laurent
- 2015 : Badoit

### Clip
- 2010 : T.L (clip de Micky Green)